# Идъяха (приток Полуя)
Идъяха (устар. Ид-Яха) — река в России, в Приуральском районе Ямало-Ненецкого АО. Устье реки находится на 152 км по правому берегу реки Полуй. Длина реки 38 км.

## Данные водного реестра
По данным государственного водного реестра России относится к Нижнеобскому бассейновому округу, водохозяйственный участок реки — Обь от впадения реки Северная Сосьва до города Салехард, речной подбассейн реки — бассейны притоков Оби ниже впадения Северной Сосьвы. Речной бассейн реки — (Нижняя) Обь от впадения Иртыша.